# ديفوري

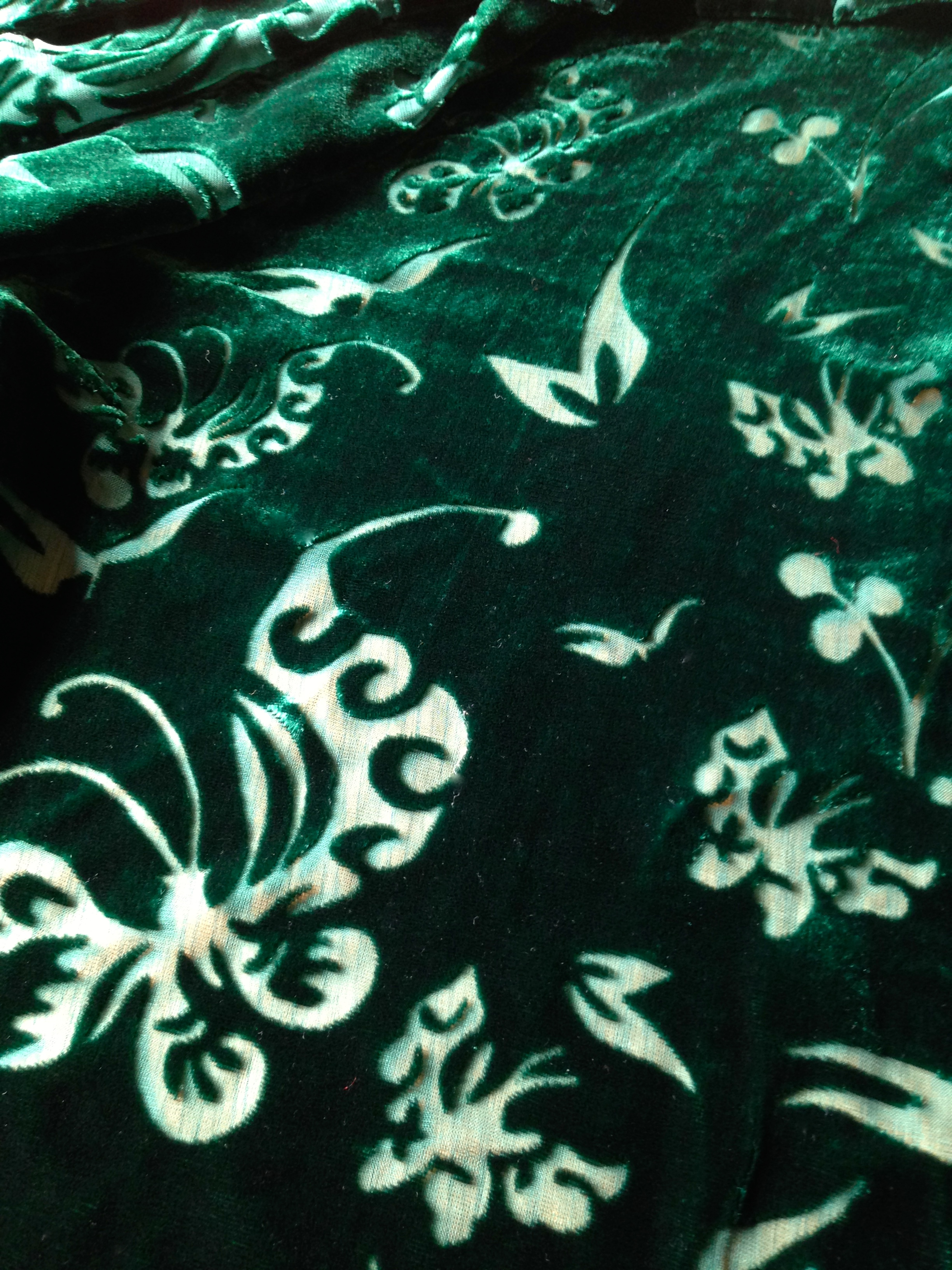
تُطبق تقنية ديفوري على قماش مخمل أخضر

ديفوري (الاسم العلمي: Devoré) هي تقنية نسيج تستخدم بشكلٍ خاص على المخمل، حيث تخضع مادة ذات ألياف مختلطة لعملية كيميائية لإذابة ألياف السليلوز لإنشاء نمط شبه شفاف على قماش منسوج بشكل أكثر صلابة. يمكن أيضًا تطبيق نفس التقنية على المنسوجات الأخرى غير المخمل، مثل الدانتيل أو الأقمشة المستخدمة في القمصان المحروقة.
تأتي كلمة ديفوري من الفعل الفرنسي «dévorer»، والذي يعني حرفيًا التهام.

## التاريخ
يُعتقد أن أقمشة الاحتراق نشأت في فرنسا، ربما كبديل رخيص للدانتيل الذي يمكن صنعه باستخدام معجون كاوي على القماش. تم تطوير العملية الكيميائية التجارية المستخدمة في الملابس العصرية في ليون في مطلع القرنين التاسع عشر والعشرين..
انتشرت هذه التقنية في عشرينيات القرن العشرين - حيث كانت تُستخدم عادةً في فساتين السهرة والشالاتن - ثم عادت للظهور في الثمانينيات وتسمى أيضًا الاحتراق ولا سيما من خلال جاسبر كونران في الأزياء المسرحية ثم ملابس السهرة ومن خلال جورجينا فون إيتزدورف في الأوشحة.

### إحياء التسعينيات
يعود الفضل إلى كونران في نشر التقنية، وتقديمها في عام 1989 ودفع التقنية إلى الأمام في التسعينيات في خط الأزياء الرئيسي الخاص به. لقد صقل تقنياته في الأزياء المسرحية؛ في إنتاج عام 1992 لفيلم سيدتي الجميلة من إخراج سيمون كالو، تم استخدام أقمشة الاحتراق بكثافة في أزياء إليزا دوليتل والباعة الجائلين. ظهرت التقنية الخاصة بكونران أيضًا في إنتاج ديفيد بينتلي لباليه الملكي عام 1993 لفيلم تومبو، حيث تم استخدامها لإنشاء تنورة توتو المخملية ثنائية اللون التي ارتدتها دارسي بوسيل وأزياء فرقة الباليه. في عام 1994، ظهرت في إنتاج الباليه الاسكتلندي لفيلم الجميلة النائمة، حيث قال كونران إنها أنتجت نتائج أفضل بتكلفة أقل من تقنيات التطبيق.
كانت قطع أزياء ديفوري الأكثر تفصيلاً التي صممها كونران - والتي كانت تُخبز في الفرن كجزء من العملية - تستغرق وقتًا طويلاً في الإنتاج ومكلفة للشراء؛ في عام 1993، كان سعر التنورة المسائية ذات الألواح 572 جنيهًا إسترلينيًا وكان سعر القميص المعالج بالحامض 625 جنيهًا إسترلينيًا.
تأسست جورجينا فون إيتزدورف كورشة طباعة نسيج في ويلتشير عام 1981 وكان تركيزها الأساسي على ابتكار تأثيرات فنية على القماش. يُنسب إليها الفضل في ترويج وشاح المخمل، وقد أدخلت ديفوري إلى مجموعتها عام 1993- بعد أن جربت المخمل المطبوع منذ عام 1985.

## الطريقة
تستخدم تقنيات ديفوري أقمشة ممزوجة تجمع بين ألياف بروتينية كالحرير وألياف سليولوزية كالفيسكوز والقطن والرايون. ولإنتاج نمط "الاحتراق"، يُوضع جل كيميائي يحتوي على كبريتات الصوديوم الهيدروجينية على القماش في أنماط، مما يُذيب ألياف السليولوز ويترك أليافًا بروتينية لا تتأثر بالمادة الكيميائية. يمكن وضع الجل الكيميائي إما بالطباعة أو بالرسم اليدوي على القماش.